# Station de réception agrégée
Une Station de Réception Agrégée (SRA) sert à réduire la pression du gaz naturel venant des conduites haute pression du gestionnaire de réseau de transport de gaz naturel vers le réseau de distribution basse pression des gestionnaires de réseaux de distribution (GRD). On relève généralement plusieurs stations de réception agrégées par GRD.